# خورنوستایه
خورنوستایه (به لهستانی:  Hornostaje) یک روستا در لهستان است که در گمینا مونگکی واقع شده‌است.